# Тобиас Зипел
Тобиас Зипел (на немски: Tobias Sippel, роден на 22 март 1988 в Бад Дюркхайм) е германски вратар, играещ в германския втородивизионен Кайзерслаутерн.
Зипел играе от 1998 г. като вратар в Кайзерслаутерн, след като идва от Бад Дюркхайм. Картотекиран е в професионалния отбор на „Червените дяволи“ за сезона 2006/07, а от 2008/09 носи екипа с номер 1. До контузията на Флориан Фромловиц играе редовно за втория отбор на Кайзерслаутерн в местната оберлига.
На 19 октомври 2007 г. Зипел влиза като смяна в мача срещу Хофенхайм на мястото на контузения Фромловиц, като това е първата среща на професионално ниво за младия вратар. След добро представяне в мача Тобиас Зипел става първи вратар на тима, а договорът му е продължен до лятото на 2011 г. След напускането на Флориан Фромловиц в посока Хановер 96, Зипел става титуляр на поста си.
Зипел получава повиквателна от Дитер Айлтс за младежкия национален отбор на Германия на 5 февруари 2008 г. в Кобленц за срещата срещу Белгия. Вратарят не взема участие в първия мач, за който е повикан. За пръв път излиза на 5 септември същата година във Вупертал срещу Северна Ирландия. Зипел, както и неговите предшественици Роман Вайденфелер, Тим Вийзе и Флориан Фромловиц, е трениран от специалиста по вратарската позиция Гералд Ерман. Тобиас Зипел е включен в разширения състав на германския национален отбор по футбол до 21 г. за европейското първенство в Швеция през юни 2009 г. Вратарят не изиграва нито минута на първенството, но страната му печели златните медали.
Признание за таланта на Тобиас Зипел е наградата от германската спортна телевизия DSF за най-добър вратар на Втора Бундеслига на 25 август 2008 г.
Вратарят има клауза в договора си, че може да напусне Кайзерслаутерн срещу неоповестена публично фиксирана сума.